# Alter Friedhof Uppsala

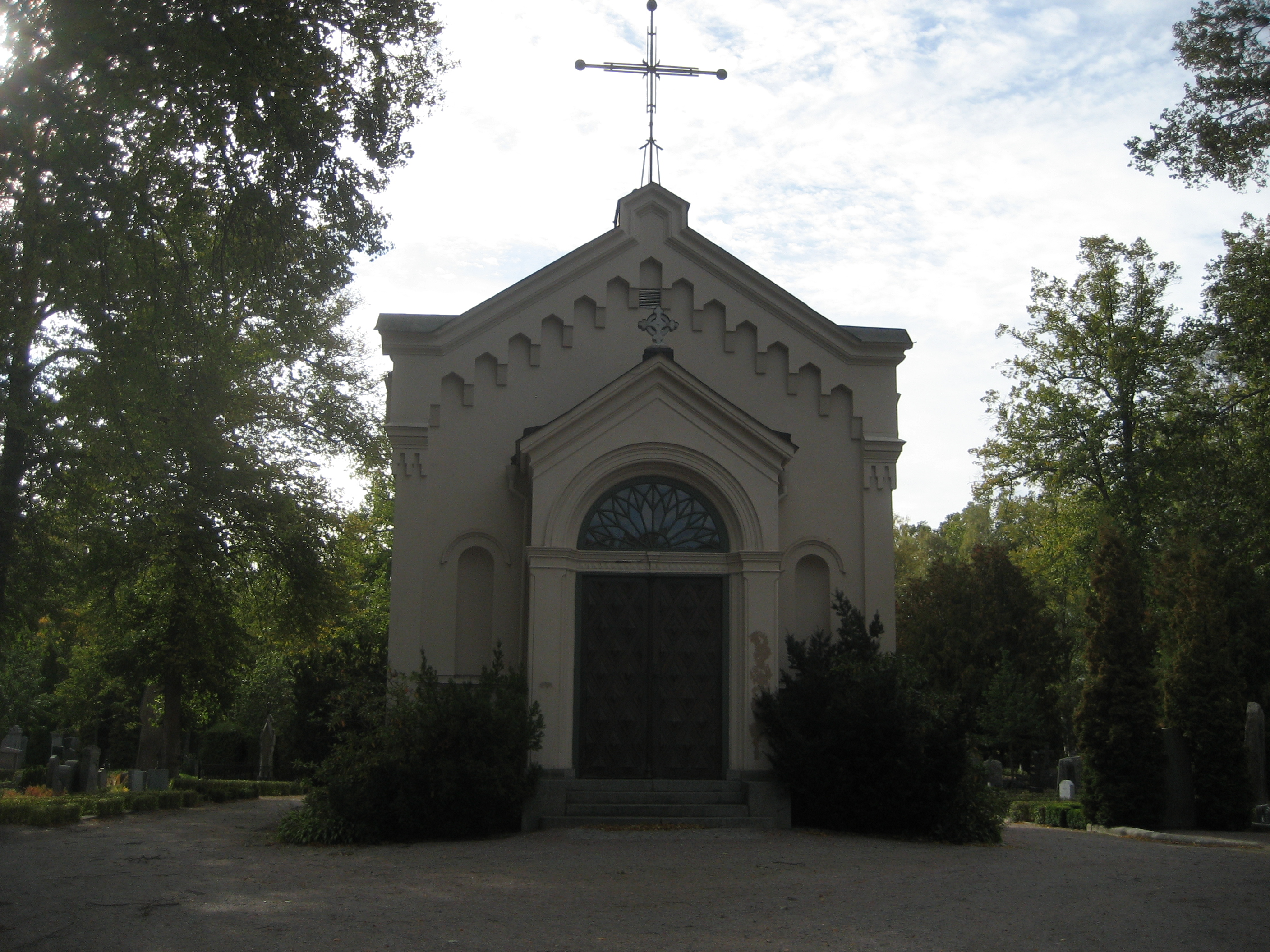
Griechisch-orthodoxe Grabkapelle

Der alte Friedhof von Uppsala (schwedisch: Uppsala gamla kyrkogård) ist ein Friedhof der Domkirchengemeinde von Uppsala. Der Friedhof liegt zwischen der Kyrkogårdsgatan, der St. Johannesgatan, der Karlsgatan, der Krongatan, dem Thunbergsvägen und dem Engelska Parken im Bezirk Fjärdingen in Uppsala.

## Geschichte
Der Friedhof wurde Ende des 18. Jahrhunderts in Betrieb genommen, nachdem Bestattungen in Kirchen und auf engen Friedhöfen aus medizinisch-hygienischen Gründen verboten worden waren. Im Jahr 1785 hielt der Arzt Johan Lorentz Odhelius diesbezüglich eine Rede an der Königlich Schwedischen Akademie der Wissenschaften. Diese Rede machte großen Eindruck auf König Gustav III., der ein Jahr später im Parlament eine engagierte Rede zu diesem Thema hielt. Das Verbot der Kirchenbestattung wurde 1815 umgesetzt.
Seit der Mitte des 17. Jahrhunderts befand sich an der Stelle des heutigen Friedhofs bereits ein kleiner Friedhof. Elis Schröderheim (Landshövding in Uppsala von 1792 bis 1794) legte einen Vorschlag vor, der am 5. Juli 1793 durch königlichen Beschluss genehmigt wurde. Im 19. und 20. Jahrhundert wurde der Friedhof in mehreren Schritten erweitert, bis er mit dem Kauf des dem Viertel Triangeln am nächsten gelegenen Gebiets im Jahr 1959 die Ausdehnung der heutigen Fläche erhielt.

## Sehenswürdigkeiten auf dem Friedhof

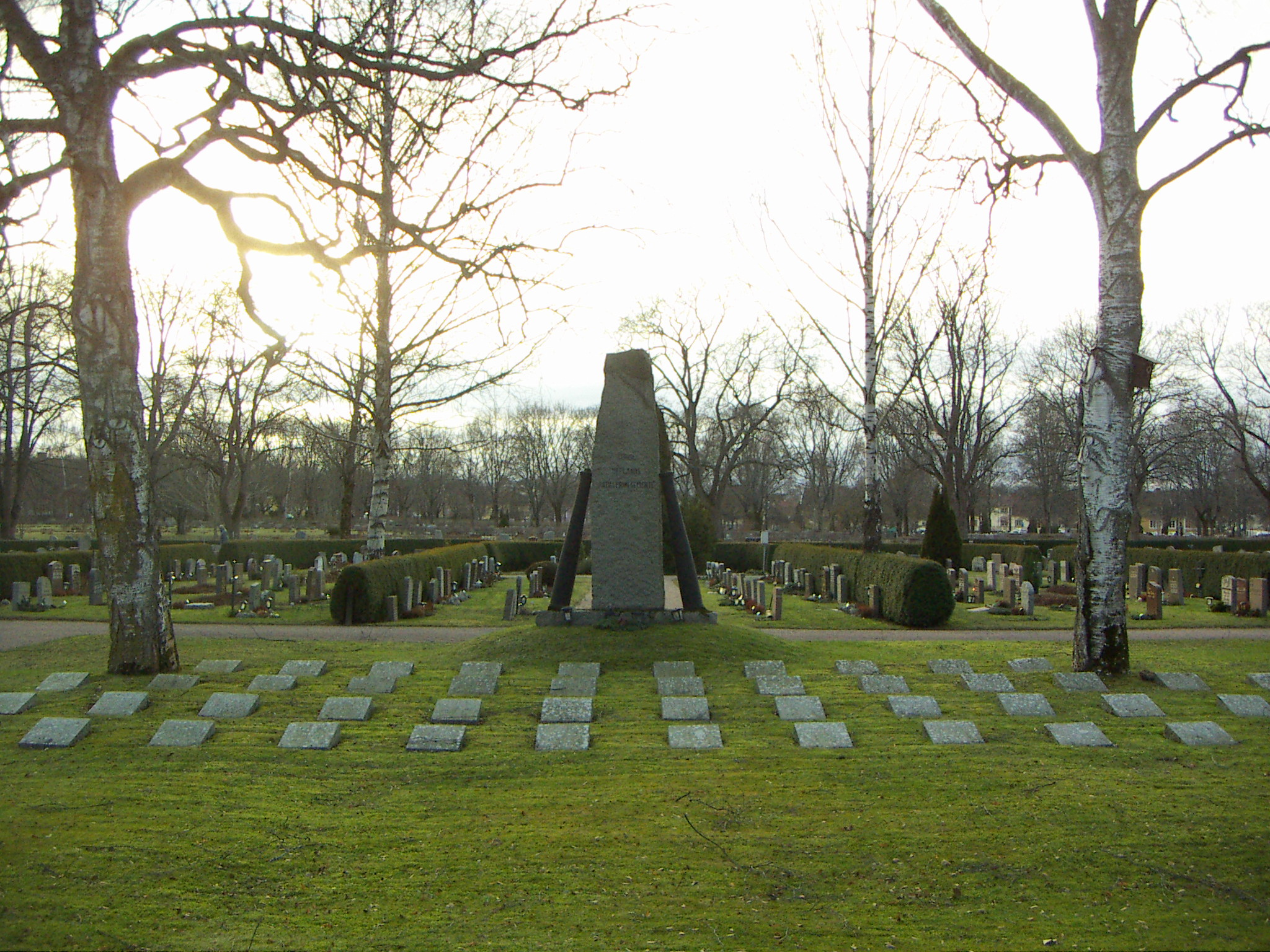
Grabstätte des Uppland-Artillerie-Regiments

Der alte Friedhof von Uppsala mit seinen vielen Bäumen und Baumalleen ist ein beliebtes Ziel für Spaziergänger. Viele der Gräber, vor allem im östlichen und ältesten Teil, sind kunstvoll verziert, so etwa die Bronzefigur der Künstlerin Malin Uddling auf dem Grab von Rektorin Anita Nathorst oder der Wanderer auf dem Familiengrab des Spinnenforschers Åke Holm. Das Buch En levande kyrkogård des Kunsthistorikers und Theologen Lars Ridderstedt ist ein  geeigneter Wanderführer.
Auf dem Friedhof finden sich Gräber verschiedener Organisationen wie des Uppland-Artillerie-Regiments, der Mission der Schwedischen Kirche und anderen Diakonien und kirchlichen Verbänden sowie Studentnationen.

## Berühmte Personen, die auf dem Friedhof begraben wurden

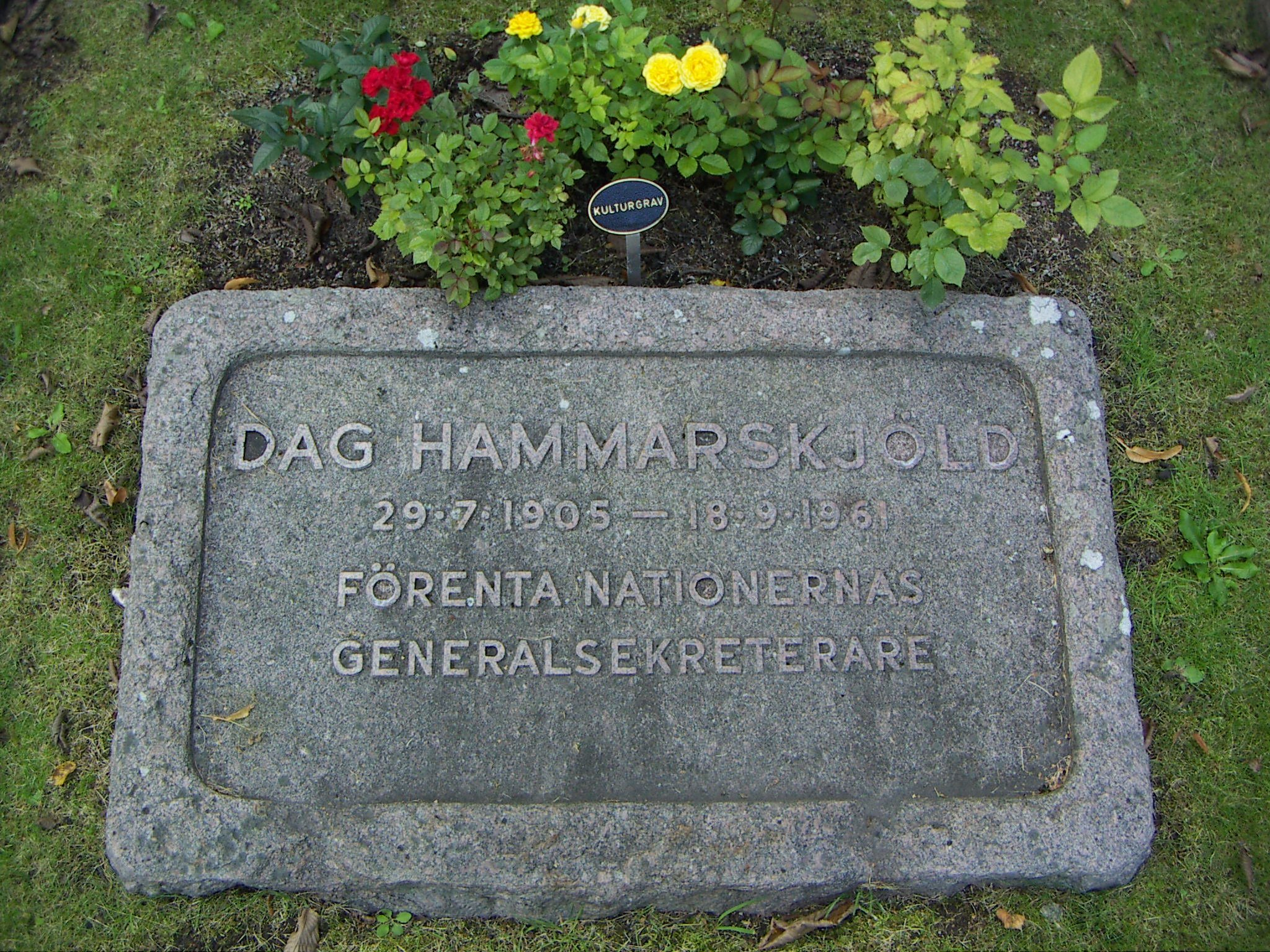
Grab von Dag Hammarskjöld

- Robin Fåhræus (1888–1968), Mediziner
- Gustaf Fröding (1860–1911), Lyriker
- Erik Gustaf Geijer (1783–1847), Historiker und Schriftsteller
- Dag Hammarskjöld (1905–1961), UN-Generalsekretär
- Gösta Knutsson (1908–1973), Kinderbuchautor
- Lotten von Kræmer (1828–1912), Baronin, Schriftstellerin, Dichterin, Philanthropin und Frauenrechtlerin
- Bruno Liljefors (1860–1939), Maler
- Adolf Noreen (1854–1925), Sprachwissenschaftler
- Hjalmar Öhrwall (1851–1929), Arzt
- Leif Öhrvall (1897–1985), Diplomat